# Piazza Trieste e Trento
A Piazza Trieste e Trento egy nápolyi tér a via San Carlo és Piazza Plebiscito között. Korábban Piazza San Ferdinando név alatt ismerték a szökőkuttal díszített teret az itt található templom után. 
A templomot, mely 1665-ben épült, eredetileg a jezsuiták használták. Xavéri Szent Ferenc tiszteletére épült (olaszul San Francesco Saverio), aki Loyolai Szent Ignác mellett a jezsuiták rendjének egyik alapítója volt. A templom belsejét Szent Ferenc életét bemutató freskók díszítik. Miután a jezsuitákat 1767-ben kiűzték Nápolyból, a templom új védőszentje Szent Ferdinánd lett.